# Накхонпатхом (провинция)
Накхо́нпатхо́м (тайск. จังหวัดนครปฐม) — провинция в центральной части Таиланда. Площадь составляет 2168,3 км², население по данным на 2011 год — 866 064 человек. Расположена в 56 км от Бангкока, на реке Тхачин (ответвлении реки Чаупхрая). Накхонпатхом — часть агломерации Большого Бангкока. Административный центр — город Накхонпатхом.

## Административное деление
Столица провинции — город Накхонпатхом. Административно разделена на 7 районов (ампхе), которые, в свою очередь, делятся на 105 (тамбонов) и 919 деревень (мубанов).
1. Столичный район Нако́нпатом — Mueang Nakhon Pathom (เมืองนครปฐม)
2. Кампэнгсэ́н — Kamphaeng Saen (กำแพงแสน)
3. Накхончайси́ — Nakhon Chai Si (นครชัยศรี)
4. Донту́м — Don Tum (ดอนตูม)
5. Бангле́н — Bang Len (บางเลน)
6. Сампра́н — Sam Phran (สามพราน)
7. Пхуттамонто́н — Phutthamonthon (พุทธมณฑล)

## Достопримечательности
- На территории провинции находится Пхра Патом Чеди — самая высокая буддийская ступа в мире (127 м). Также здесь находится филиал национального музея страны, где представлено множество вещей времён государства Дваравати, найденных главным образом здесь же.
- Дворец Санамчан был построен наследным принцем Вачиравудхом в 1907 — 10 гг. Сейчас здесь расположен один из кампусов университета Силпакорн и музей короля Рамы VI.
- На востоке провинции находится буддистский парк Phutthamonthon, известный своей статуей Будды (15,87 м), которая признаётся одной из самых высоких свободностоящих статуй Будды в мире.
- В районе Накхон-Чайси находится буддийский монастырь Ват Банг Пхра, известный с XVIII века.